# Москвич-400
Москвич-400 — легковий автомобіль I групи малого класу із заднім приводом, який випускався на Московському заводі малолітражних автомобілів (МЗМА) з 1946 року по 1954 рік. Перший масовий легковий автомобіль, який продавався в СРСР для індивідуального користування.
Вважається модернізацією автомобіля Opel Kadett, який випускався в 1937—1940 роках в Німеччині підприємством Adam Opel A.G., яке належало американському концерну General Motors. Виробництво було відновлене після війни на основі збережених екземплярів, оскільки оригінальна технічна документація не збереглась. Через те, що німецькі інженери, які залишались на заводі, перебудували виробничі потужності на виробництво 4-дверної версії, так і не з'явилось версії Москвич-400 з двома дверима. У російській літературі панує непідтверджена версія, що випуск саме 4-дверної модифікації було особистим проханням Сталіна.
Москвич-401 — вдосконалена версія, яка випускалась з 1954 по 1956 рік.
В загальній складності за 10 років було випущено 216 006 седанів і 17 742 кабріолетів. Роздрібна відпускна ціна «Москвича-400» складала 8 000 крб., «Москвича-401» — 9 000 крб. (за вартістю до грошової реформи 1961 року).

## Основні модифікації
- Москвич-400-420 (1946—1954) — чотирьохдверний седан;
- Москвич-400-420А (1949—1954) — чотирьохдверний кабріолімузин (кузов з відкритим верхом, але зберігав боки і рамки дверей зі склами);
- Москвич-400-420Б — модель з ручним керуванням для інвалідів;
- Москвич-400-421 (1948—1950) — універсал з дерев'яним каркасом кузова (штучне виробництво);
- Москвич-400-422 (1948—1956) — фургон з дерев'яним каркасом кузова;
- Москвич-400-420К — шасі для установки різних кузовів;
- Москвич-400-420М — для медичної допомоги на дім, від 400—420 відрізнявся лише розпізнавальними знаками;
- Москвич-401-420 (1954—1956) — модернізований седан;
- Москвич-401-420Б — модернізована інвалідна модифікація седана;
- Москвич-401-422 (1954—1956) — деревометалевий фургон[1].

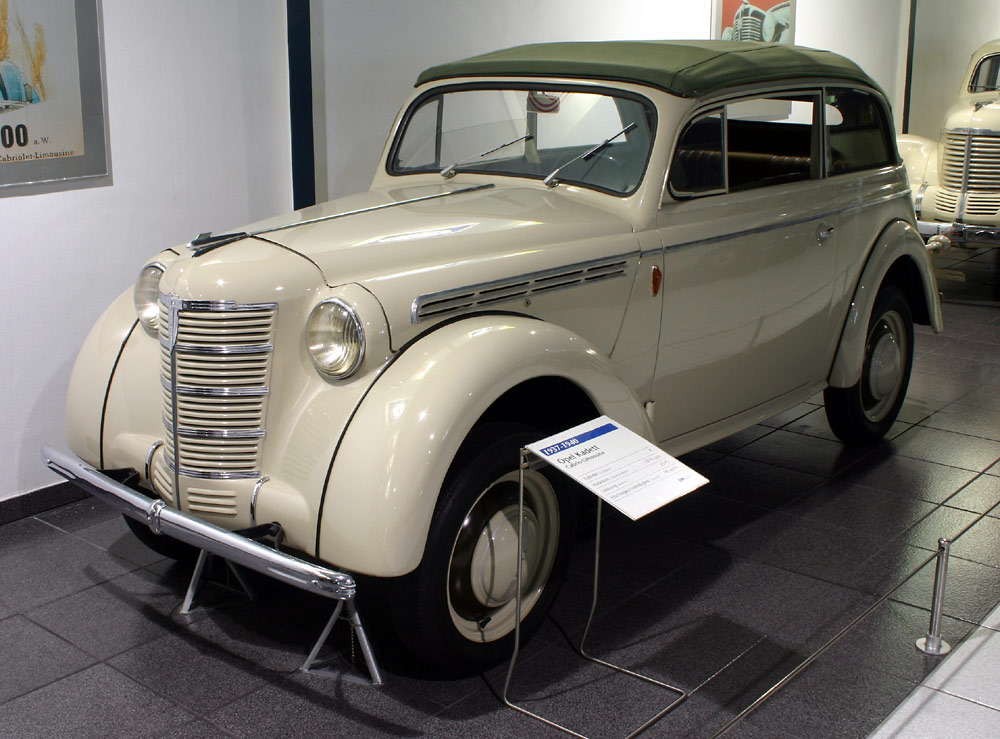
Opel Kadett 1936-1940 рр..
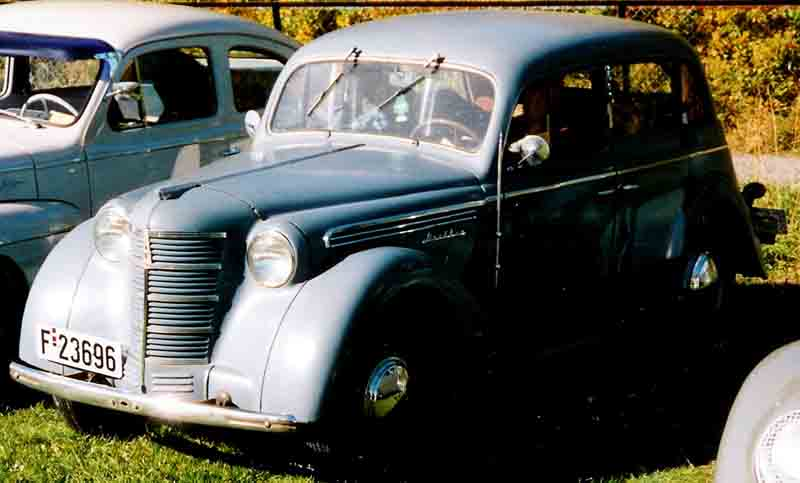
Москвич-400
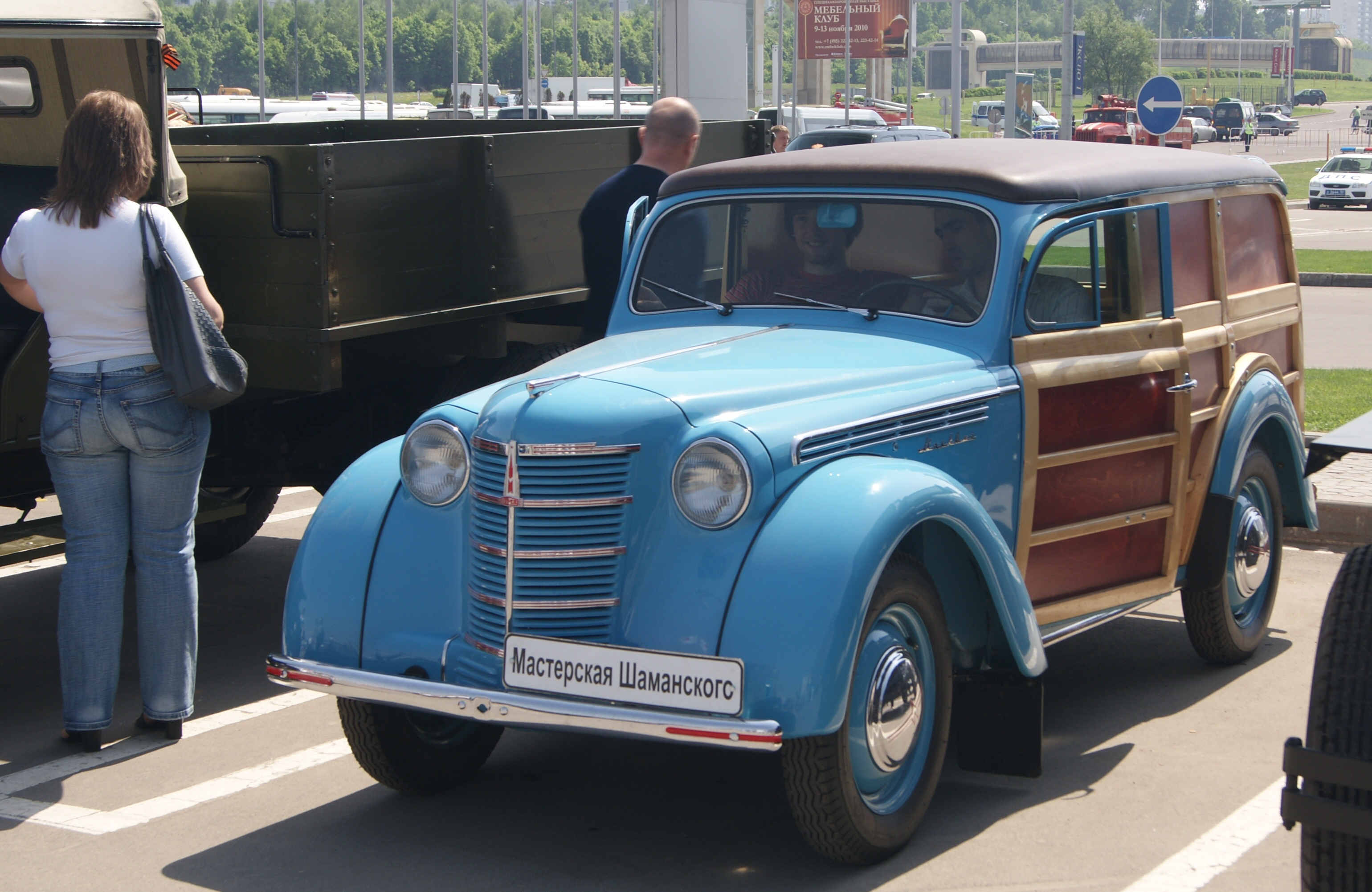
Москвич-400-422
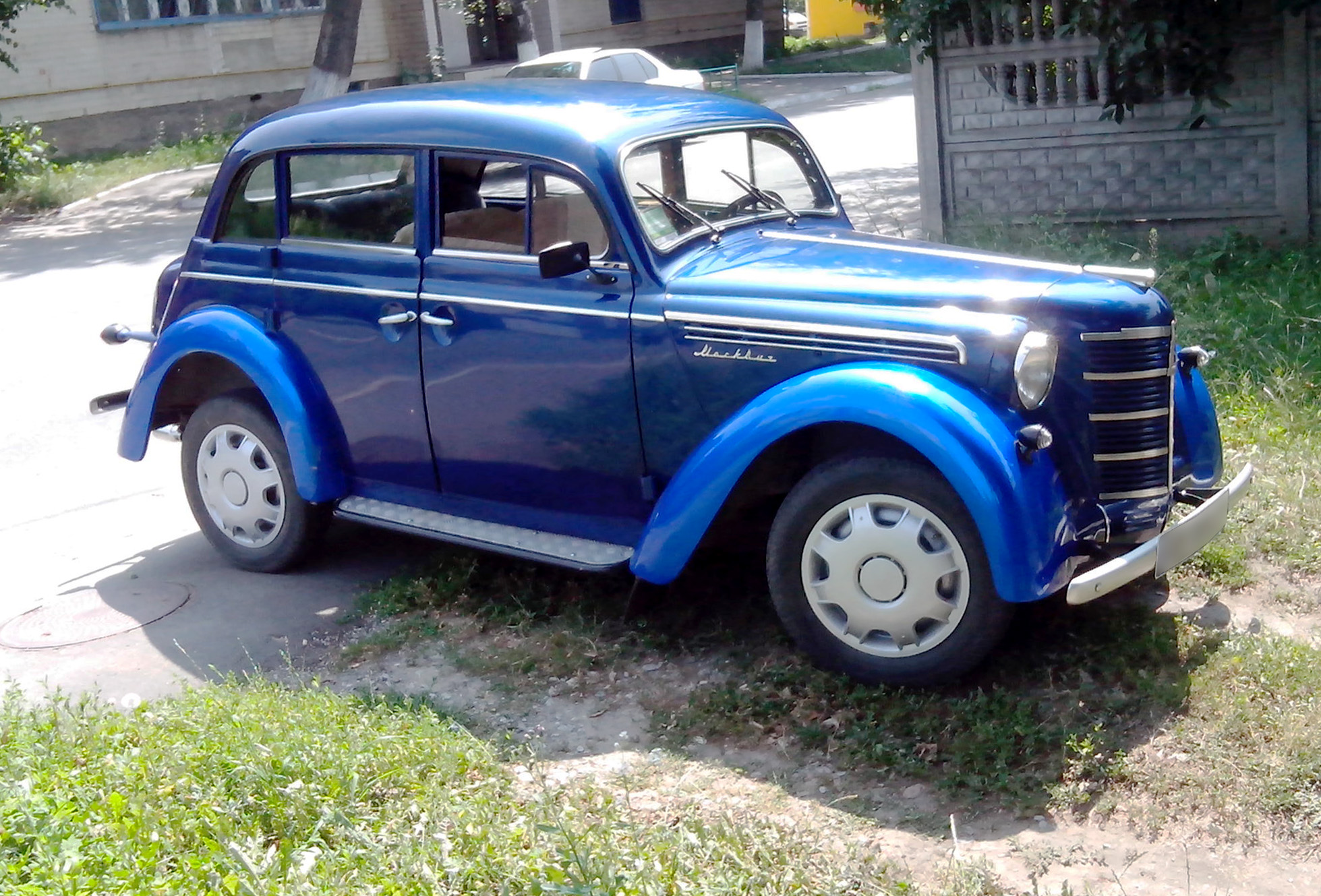
Відновлений М-400/401 у Вінниці, 2016 р.
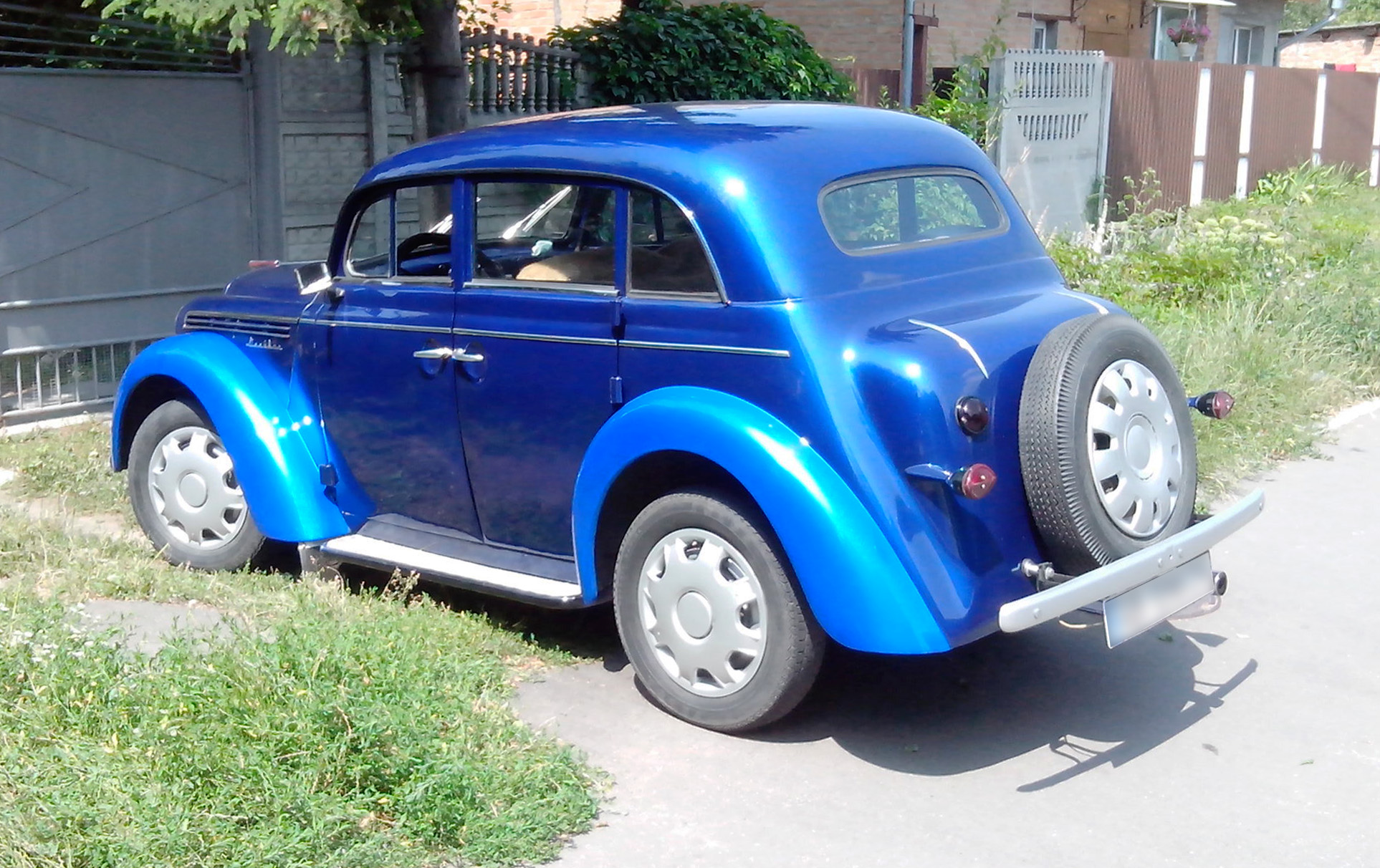

## В ігровій і сувенірній індустрії
Масштабна модель автомобіля в СРСР в промислових масштабах не випускалась.
- В 2010 році в березневому номері (№ 6) журнальної серії «Автолегенди СРСР» вийшла колекційна модель автомобіля «Москвич-400-420А» (кабріолет) темно-синього кольору, в 2012 році, в червневому номері (№ 64) журнальної серії «Автолегенди СРСР» вийшла колекційна модель автомобіля «Москвич-400-420» (седан) сірого кольору, а в грудні того ж року (№ 76) вийшла модель автомобіля «Москвич-400-422» (фургон) бежевого кольору.
- В 2010 році в рамках проекту «Наш Автопром» вийшли колекційні моделі в масштабі 1:43 автомобіля «Москвич-400-420А» (кабріолімузин) темно-сірого і пісочного кольорів[2].
- В 2010 році компанія «DIP Models» випустила масштабні (1:43) моделі автомобіля «Москвич-401—422»[3] і «Москвич-401—422 Пошта»[4].
- В 2011 році компанія «DIP Models» випустила масштабну (1:43) модель автомобіля «Москвич-400» пікап зеленого кольору.
- В листопаді 2012 року в серії «Автомобіль на службі» видавництва DeAgostini випущена модель автомобіля «Москвич-400—420» в забарвленні ОРУД зразка 1953 року[5], а в червні 2013 року була випущена модель «Москвич-400-422» у варіанті «Пошта СРСР».
- В серпні 2013 року українська фірма ICM випустила пластикову збірну модель автомобіля «Москвич-401-420» в масштабі 1:35[6].